# علوم إقليمية

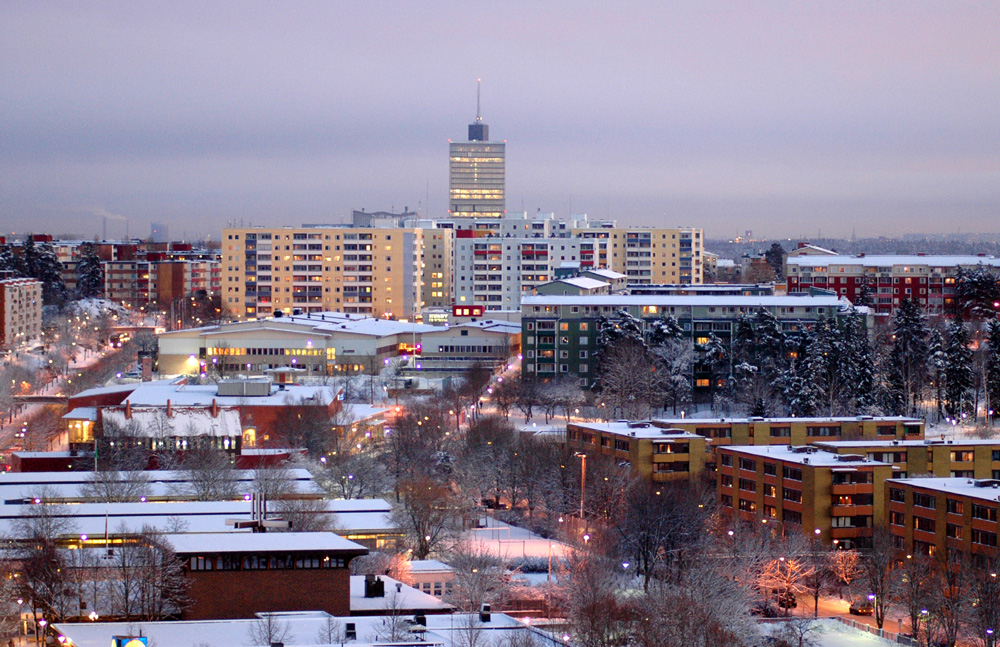

العلوم الإقليمية هي مجال من العلوم الاجتماعية المعنية بالمناهج التحليلية للمشاكل التي تكون بالتحديد حضرية أو ريفية أو إقليمية. تشمل موضوعات العلوم الإقليمية، على سبيل المثال لا الحصر، نظرية الموقع أو الاقتصاد المكاني، ونمذجة الموقع، والنقل، وتحليل الهجرة، واستخدام الأراضي والتنمية الحضرية، وتحليل الصناعات البينية، والتحليل البيئي، وإدارة الموارد، وتحليل السياسات الحضرية والإقليمية، والمعلومات الجغرافية النظم، وتحليل البيانات المكانية. بالمعنى الأوسع، أي تحليل للعلوم الاجتماعية التي لها بعد مكاني يتبناه العلماء الإقليميون.